# Česká Kubice
Česká Kubice (německy Böhmisch Kubitzen) je obec v okrese Domažlice v Plzeňském kraji. Žije zde 993 obyvatel. Nachází se přibližně dvanáct kilometrů jižně od Domažlic a patnáct kilometrů jihozápadně od Kdyně. Obec je známá množstvím kasín, která jí vydělávají desítky milionů korun ročně.

## Historie
První písemná zmínka o obci pochází z roku 1697. 
1. ledna 1985 byla s Českou Kubicí sloučena obec Spálenec (původně Prenet), spolu se svými osadami Starý Spálenec (Starý Prenet), Nový Spálenec (Nový Prenet) a Spáleneček (Malý Prenet), včetně území dřívější osady Kubička (Plassendorf, zanikla k roku 1950).

## Přírodní poměry
Nedaleko České Kubice se nachází nejvyšší hora Českého lesa Čerchov (1042 metrů), na jejímž vrcholu byla postavena Kurzova rozhledna. Velká část úbočí Čerchova je chráněna jako národní přírodní rezervace Čerchovské hvozdy. Západně od vesnice se u státní hranice nachází přírodní rezervace Smrčí.

## Obyvatelstvo
| Rok            | 1869  | 1880  | 1890  | 1900  | 1910  | 1921  | 1930  | 1950 | 1961 | 1970 | 1980 | 1991 | 2001 | 2011 | 2021 |
| -------------- | ----- | ----- | ----- | ----- | ----- | ----- | ----- | ---- | ---- | ---- | ---- | ---- | ---- | ---- | ---- |
| Počet obyvatel | 2 443 | 2 862 | 2 694 | 2 711 | 2 400 | 2 186 | 2 090 | 765  | 640  | 648  | 582  | 569  | 619  | 837  | 881  |
| Počet domů     | 243   | 284   | 299   | 304   | 316   | 324   | 357   | 267  | 164  | 163  | 150  | 193  | 208  | 250  | 285  |

## Obecní správa
Mezi lety 1850–1879 patřila Česká Kubice jako osada obce k Havlovicím v okrese Domažlice. V letech 1880–1916 patřila jako osada obce k Pasečnici a od roku 1916 je obcí.

### Části obce
- Česká Kubice
- Dolní Folmava
- Horní Folmava
- Nová Kubice
- Nový Spálenec
- Spáleneček
- Starý Spálenec

### Obecní symboly
Znak a vlajka byly obci uděleny rozhodnutím předsedy Poslanecké sněmovny Parlamentu České republiky dne 5. března 2015.

## Doprava
Českou Kubicí vede silnice II/190, která se zde napojuje na silnici I/26. Východní částí vesnice vede železniční trať Plzeň – Furth im Wald, na níž se nachází pohraniční přechodová stanice Česká Kubice.

## Další fotografie

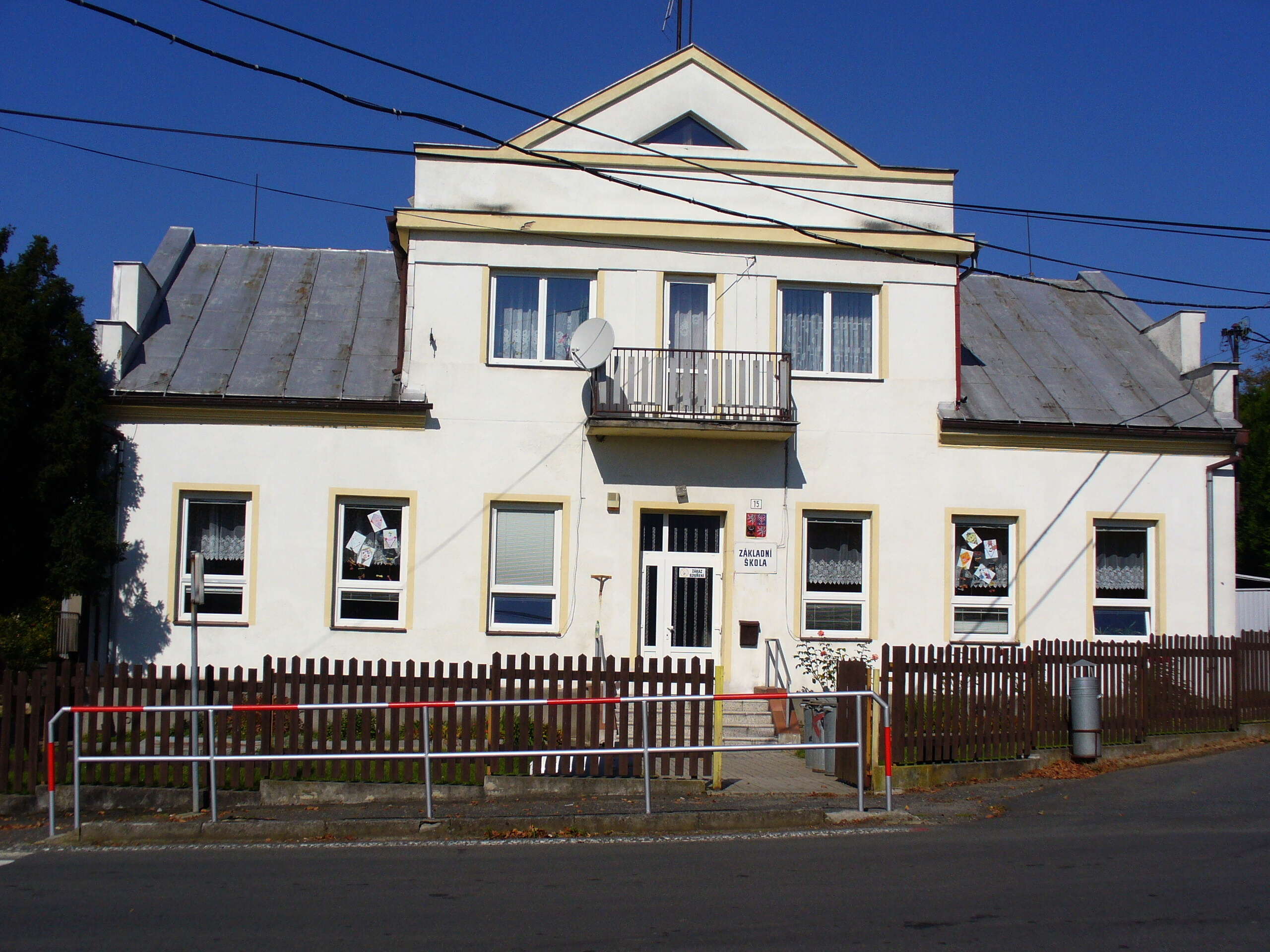
Škola
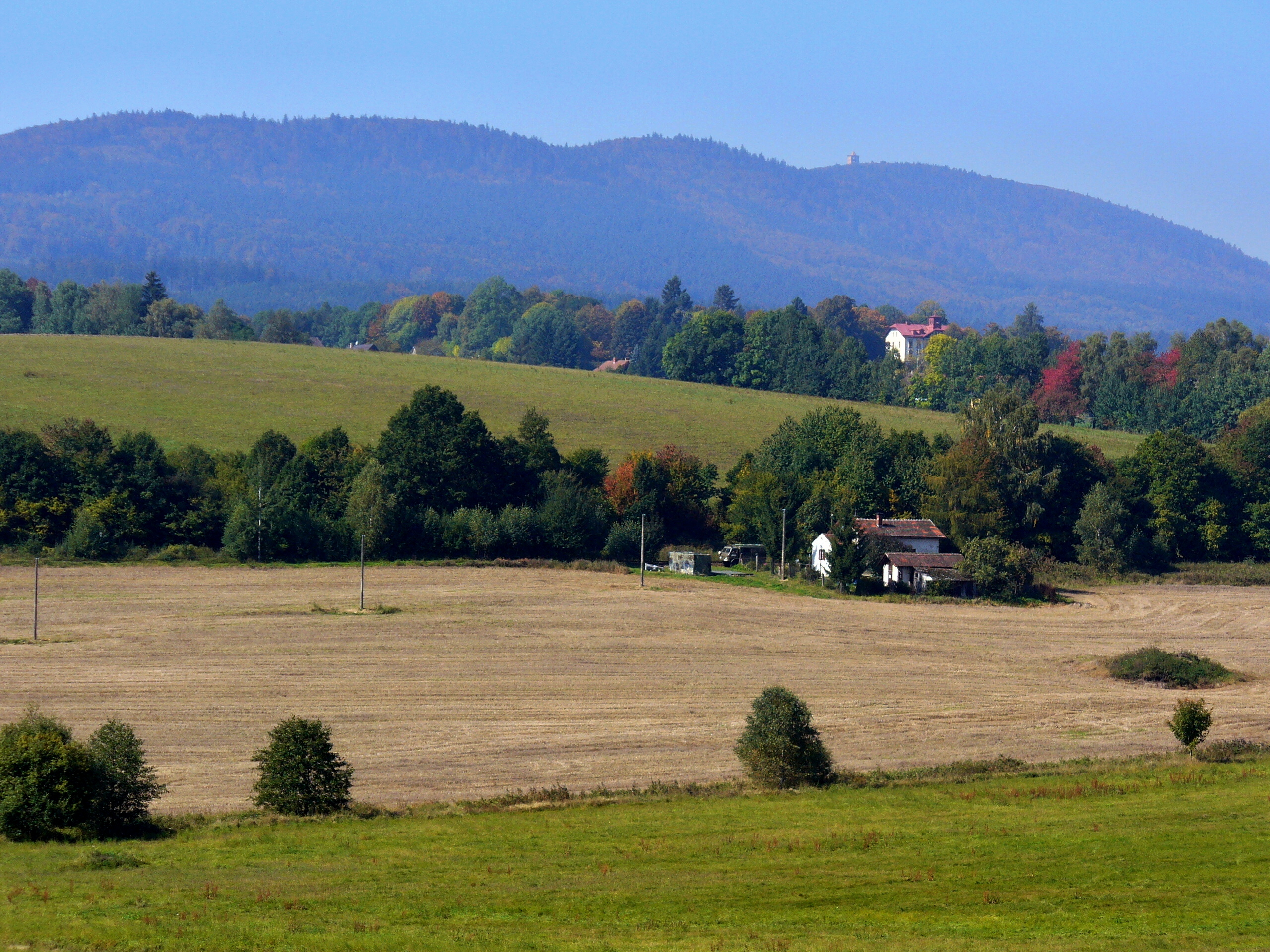
Pohled na západ – v pozadí nejvyšší hora Českého lesa Čerchov
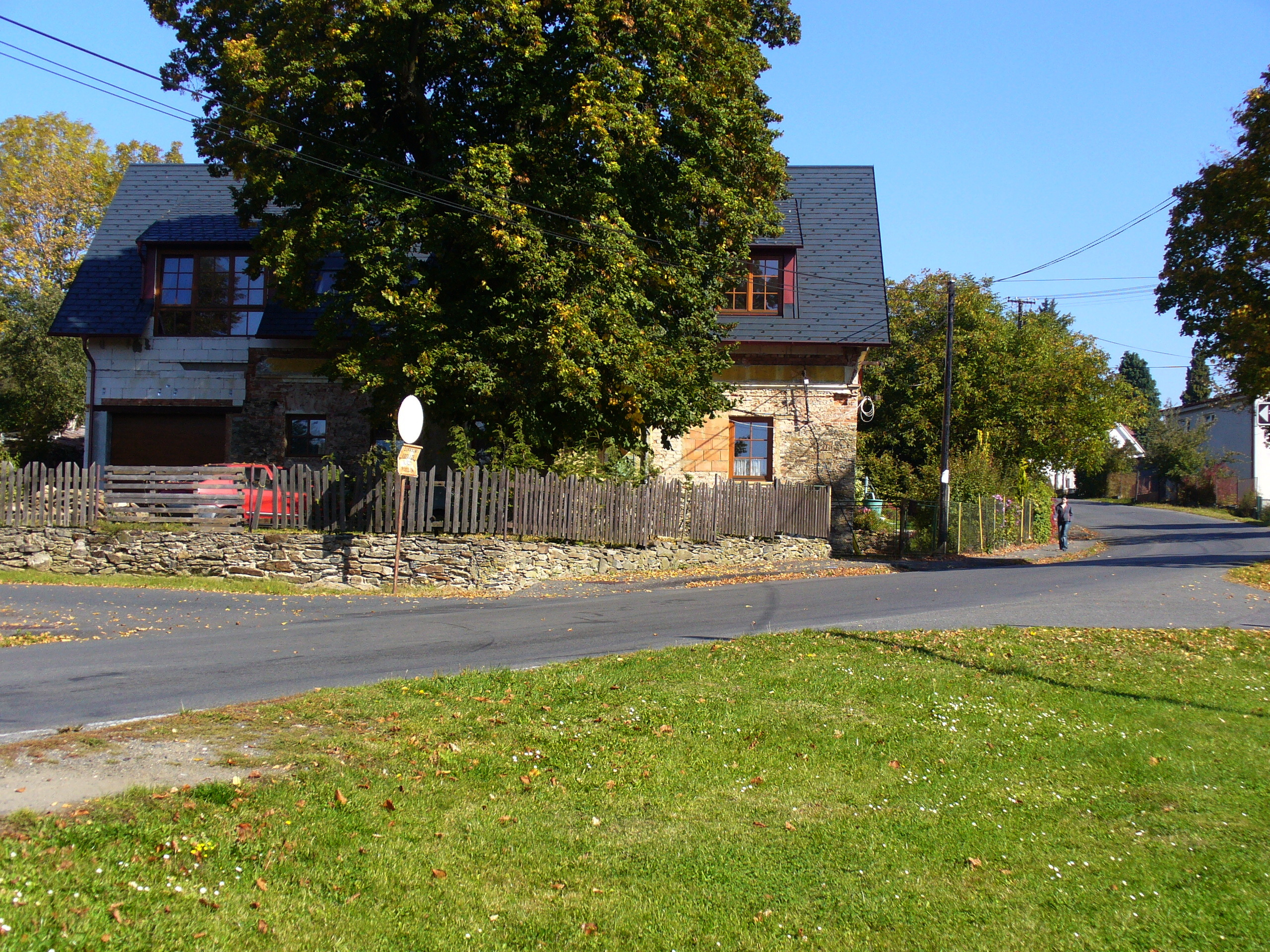
Bývalý hostinec